# Marguerite de Beaumont
Marguerite de Beaumont (* 25. Juni 1895 in Genf; † 20. September 1986 im Weiler Grandchamp in der Gemeinde Boudry) war eine Schweizer Schwester der reformierten Frauengemeinschaft Communauté de Grandchamp.

## Leben

### Familie
Marguerite de Beaumont war die Tochter des Ingenieurs Ernest Ernest de Beaumont (* 10. Mai 1855 in Genf; † 6. Juni 1909 in Cannes) und dessen Ehefrau Elisabeth, Tochter von René-Henri L’Hardy (1818–1899), Ingenieur. Ihr Grossvater war der General Guillaume-Henri Dufour und einer ihrer Vorfahren war der Neuenburger Pfarrer Henri-David Chaillet.
Sie blieb zeit ihres Lebens unverheiratet.

### Ausbildung und geistliches Wirken
Von 1913 bis 1914 erhielt sie Zeichenunterricht an der Kunstakademie Dresden. Von 1916 bis 1918 wurde sie im Bon Secours (heute: Haute École de santé Genève) in Genf zur Krankenschwester ausgebildet.
Entscheidend für ihren weiteren Lebensweg wurde eine Begegnung mit dem japanischen Theologen Kagawa Toyohiko 1925 in Genf, der mit den Armen im Slum lebte, um ihnen dort zu helfen.
1928 hielt sie sich mit Geneviève Micheli, der Mitbegründerin und späteren Oberin von Grandchamp, in Assisi auf. Nachdem Marguerite de Beaumont sich 1931 erstmals auf das Gut Grandchamp zurückgezogen hatte, nahm sie 1935 den Vorschlag an, das Haus ganzjährig für Meditationen offen zu halten, und so organisierte sie Exerzitien, die ersten noch unter der Leitung von Micheli.
1936 liess sie sich zusammen mit Marguerite Bossert in Grandchamp nieder. Nach der Ankunft von Irène Burnat im Jahr 1940, begann das eigentliche Gemeinschaftsleben; die Gemeinschaft verband kontemplatives Leben und geistlichen Dienst miteinander und dies unterschied sie von den in der Krankenpflege tätigen Diakonissen, die es seit dem 19. Jahrhundert in den reformierten Kirchen gab.
1940 besuchte Roger Schutz die Gemeinschaft und wurde durch Gespräche mit Marguerite de Beaumont dazu inspiriert, als erster Prior die ökumenische Communauté de Taizé zu gründen.
1944 folgte Geneviève Micheli ihrem Ruf zur Leitung der in Grandchamp ansässigen Gebetsgemeinschaft. 1952 legte Marguerite de Beaumont das Ordensgelübde als eine der ersten sieben Schwestern ab, als die evangelische Schwesterngemeinschaft unterschiedlicher protestantischer Traditionen, die Communauté de Grandchamp, unter der Oberin Geneviève Micheli entstand; die Gemeinschaft lebte nach einer frühen Fassung der Regeln der Communauté de Taizé.
Danach lebte sie zeitweise in Gemeinschaften, so 1957 im Libanon, 1957 und 1962 in Israel und von 1963 bis 1985 in Taizé.

## Schriften (Auswahl)
- Prépare-toi à célébrer Pâques: suis le chemin des béatitudes. Ed. La Concorde, Lausanne 1937.
- Lectures quotidiennes de l'Avent pour préparer Noël. La Concorde, Lausanne 1939.
- Souvenirs. Communauté de Grandchamp, Areuse 1975.
- Du grain à l’épi. Recueil de souvenirs. Communauté de Grandchamp, 1995.